# Dia mundial de la diversitat cultural pel diàleg i el desenvolupament
El Dia Mundial de la Diversitat Cultural per al Diàleg i el Desenvolupament és una festa internacional aprovada per les Nacions Unides per a la promoció de la diversitat i els problemes del diàleg. Actualment se celebra el 21 de maig. L'Assemblea General de les Nacions Unides va proclamar aquesta festivitat perquè així ho indicava la Declaració Universal de la Diversitat Cultural de la UNESCO del novembre de 2001. Va ser proclamat per la Resolució 57/249 de l'ONU.
El Dia de la Diversitat, conegut oficialment com "El Dia Mundial de la Diversitat Cultural per al Diàleg i el Desenvolupament", és una oportunitat per ajudar les comunitats a entendre el valor de la diversitat cultural i aprendre a conviure en harmonia. Aquest dia es va crear com a resultat de la destrucció de les estàtues de Buda de Bamiyan a l'Afganistan l'any 2001.